# Montenegrystyka
Montenegrystyka – dział slawistyki zajmujący się badaniem literatury, języka i kultury czarnogórskiej.